# Adelaide Hall
Adelaide Hall (Brooklyn, Nueva York; 20 de octubre de 1901-Londres; 7 de noviembre de 1993) fue una cantante y actriz británica de origen estadounidense. Con una carrera que abarcó más de 70 años desde 1921 hasta el momento de su muerte, fue una de las principales figuras del Renacimiento de Harlem. Hall ingresó en el Libro Guinness de los récords en 2003 por ser la artista de la industria del disco con una trayectoria más prolongada. Además, tuvo la oportunidad de trabajar junto a artistas de la categoría de Art Tatum, Ethel Waters, Josephine Baker, Louis Armstrong, Lena Horne, Cab Calloway, Fela Sowande, Rudy Vallee, y Jools Holland, grabando como cantante de jazz con Duke Ellington (con el que hizo su disco más famoso, "Creole Love Call", en 1927) y con Fats Waller.

## Primeros años
Su nombre completo era Adelaide Louise Hall, y nació en Brooklyn, Nueva York, siendo sus padres Elizabeth y Arthur William Hall. Ella aprendió a cantar enseñada por su padre, y empezó su carrera artística en 1921 en Broadway formando parte del coro del musical de Noble Sissle y Eubie Blake Shuffle Along. Posteriormente actuó en diferentes musicales negros, entre ellos Runnin' Wild, de James P. Johnson en Broadway en 1923, en el cual cantó la canción Old-Fashioned Love, Chocolate Kiddies (1925, en gira europea, con canciones escritas por Duke Ellington), My Magnolia (Broadway, 1926, con banda de Luckey Roberts y Alex C. Rogers), Tan Town Topics (1926, con canciones de Fats Waller), y Desires of 1927 (1926 – 1927, con música de Andy Razaf y J. C. Johnson).

## Matrimonio en 1924
En 1924, Hall se casó con un marinero británico nacido en Trinidad y Tobago, Bertram Errol Hicks. Poco después de su matrimonio, Hicks abrió un club en Harlem, Nueva York, llamado 'The Big Apple', y pasó a ser el mánager de Hall.

## Chocolate Kiddies, gira europea en 1925
Hall fue contratada para formar parte del reparto de la revista Chocolate Kiddies, con la que se hizo una gira europea que se inició en Hamburgo, Alemania, el 17 de mayo de 1925, y que finalizó en París, Francia en diciembre de ese año. En el reparto figuraban The Three Eddies, Lottie Gee, Rufus Greenlee y Thaddeus Drayton, Bobbie y Babe Goins, Charles Davis y Sam Wooding y su orquesta.

## Tan Town Topics, Small's Paradise yDesires of 1927
En 1926, tras volver a Nueva York, Hall fue escogida para trabajar en Tan Town Topics, una revista con canciones de Fats Waller y Spencer Williams. El reparto incluía a Fats Waller, Eddie Rector y Ralph Cooper, Adelaide Hall, Maude Mills, Arthur Gaines, Leondus Simmons y un grupo de baile llamado Tan Town Topics Vamps. El show se estrenó en el Teatro Lafayette de Harlem el 5 de abril, con una corta gira por Baltimore, Chicago y Filadelfia.
Hall actuó en julio de 1926, con Lottie Gee y The Southern Syncopated Orchestra, en el club Small’s Paradise, en Nueva York.
A partir de octubre de 1926 y hasta septiembre del siguiente año, Hall viajó por el país actuando en el circuito de la Theater Owners Booking Association (T.O.B.A.) con el show Desires of 1927, concebido por J. Homer Tutt y producido por Irvin C. Miller. Presentada como la estrella soubrette del espectáculo, la actuación de Hall incluía varias canciones, (destacando Sweet Virginia Bliss), baile e interpretación del ukelele.

## Grabaciones con Duke Ellington
En octubre de 1927, Hall grabó "Creole Love Call", "The Blues I Love To Sing" y "Chicago Stomp Down" con Duke Ellington y su orquesta. Las grabaciones tuvieron un amplio eco, y catapultaron las carreras de Hall y Ellington.
El 4 de diciembre de 1927, Ellington comenzó a tocar con su orquesta en el Cotton Club de Harlem con una revista llamada Rhythmania. En el show, Hall cantaba "Creole Love Call". En 1928, la canción alcanzó el puesto número 19 de la lista de Billboard.
Además, Hall y Duke Ellington grabaron el 7 de enero de 1933 las canciones "I Must Have That Man" y "Baby".

## Blackbirds of 1928
En 1928, Hall trabajó en Broadway con Bill Robinson en Blackbirds of 1928. El show fue el de mayor éxito de reparto íntegramente negro nunca representado en Broadway y dio fama a ambos artistas. Blackbirds of 1928 era una idea de Lew Leslie, que había planeado el show pensando en Florence Mills, pero Mills falleció a causa de una neumonía en 1927 antes de iniciarse los ensayos. Hall fue elegida para sustituirla. La revista se estrenó en Les Ambassadeurs Club de Nueva York en enero de 1928, y en mayo de 1928 se representó en el Liberty Theatre, con un total de 518 funciones.
Este musical dio también la fama a Hall en Europa, al ser llevada en 1929 la obra a París, donde durante cuatro meses se representó en el Moulin Rouge. Tanto fue el éxito de Hall en el teatro europeo, que rivalizó en popularidad con Josephine Baker. Con música de Jimmy McHugh y letras de Dorothy Fields, las interpretaciones que Hall llevó a cabo de las canciones "I Can't Give You Anything but Love, Baby", "Diga Diga Do", "Bandanna Babies" y "I Must Have That Man", las convirtió en todo un éxito.
El elenco de Blackbirds volvió a los Estados Unidos en el otoño de 1929, iniciando casi de inmediato una gira por el país, teniendo lugar la primera representación en Chicago. En esa ciudad, y en diciembre, Adelaide Hall abandonó de manera inesperada la producción, volviendo a Nueva York.

## 1930:Brown Buddies
Tras dejar Blackbirds, se especuló que Hall y Bill Robinson trabajaran de nuevo juntos. Finalmente, en 1930 ambos trabajaron dos veces en el Teatro Palace de Broadway (en febrero y en agosto). En la actuación de febrero, la primera de Hall en el Palace, recibió un entusiasta recibimiento. Tan fructífera fue la colaboración entre Hall y Robinson, que en octubre de 1930 la pareja se reunió para actuar en el musical Brown Buddies. La obra se estrenó en Broadway, en el Teatro Liberty, manteniéndose las funciones durantes cuatro meses antes de iniciar una gira por Estados Unidos. La música era de Millard Thomas, con canciones de Shelton Brooks, Ned Reed, Porter Grainger, J. C. Johnson, J. Rosamund Johnson, George A. Little, Arthur Sizemore y Edward G. Nelson.

## 1931–32: Gira mundial
En 1931, Hall se embarcó en una gira mundial que visitó dos continentes (América y Europa). Durante la misma actuó cuatro veces en el Teatro Palace. Fue durante esta gira que Hall descubrió y empleó al pianista ciego Art Tatum, al que se llevó a Nueva York al final de la misma. En agosto de 1932, Hall grabó "Strange as it Seems", "I'll Never Be The Same", "This Time it's Love" y "You Gave Me Everything but Love", siendo Art Tatum uno de los principales pianistas en estas producciones.

## Carrera en Europa en 1935–38
Hall llegó a París, Francia, en el otoño de 1935 y se quedó a vivir allí hasta 1938. Su marido abrió un nightclub para ella en la ciudad, al que llamó La Grosse Pomme, y en la que actuó con frecuencia. Una de las bandas que tocaba en el club fue el Quintette du Hot Club de France, con Django Reinhardt y Stephane Grappelli.
En los inicios de 1936, Hall protagonizó la Black and White Revue. El show, con cincuenta artistas, se estrenó en París, y en febrero viajó en gira a Suiza. La revista fue producida por Ralph Clayton, dirigida por Arthur Bradley y coreografiada por Albert Gaubier, quien previamente había bailado bajo la dirección de Serge Diaghilev en la compañía rusa Ballets Rusos. La orquesta fue dirigida por Henry Crowder.
En 1937, Hall coreografió su interpretación del famoso baile francés Cancán; lo llamó Canned Apple y lo bailaría en La Grosse Pomme. A Hall también se le atribuye presentar el baile 'Truckin' a los parisinos. Durante su tiempo en Europa, Hall cantó con varias orquestas, entre ellas las de Willie Lewis y Ray Ventura, y en 1937 (en un viaje a Copenhague) grabó cuatro canciones con Kai Ewans y su orquesta para el sello Tono.

## Carrera británica, 1938–93

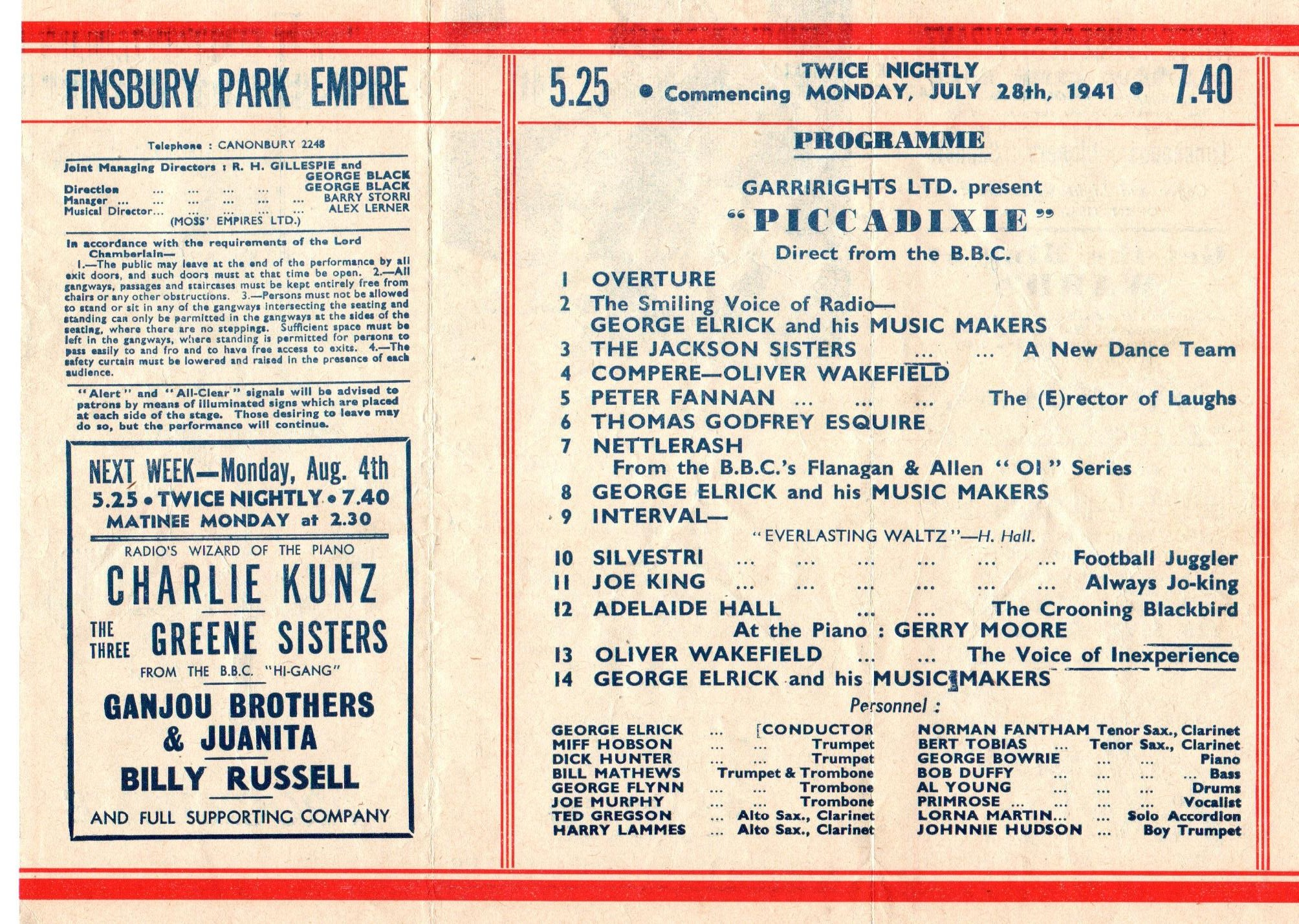
Adelaide Hall protagonizando Piccadixie en el Finsbury Park Empire, Londres, el 28 de julio de 1941

Tras muchos años actuando en los Estados Unidos y Europa, Hall fue al Reino Unido en 1938 para hacer un papel protagonista en una versión musical de una obra de Edgar Wallace, The Sun Never Sets, representada en el Teatro Drury Lane. Tuvo tanto éxito y se hizo tan popular entre el público británico, que decidió instalarse en el país, convirtiéndose en una de las más famosas cantantes y artistas de la época en el Reino Unido. Así, Hall vivió en Londres desde 1938 hasta su muerte. El 28 de agosto de 1938, Hall grabó "I Can't Give You Anything but Love" y "That Old Feeling" en los Abbey Road Studios de Londres, con Fats Waller al órgano. El 10 de septiembre de 1938 actuó en Broadcast To America con Waller en el St. George's Hall en una emisión en directo retransmitida al otro lado del Atlántico.
A lo largo de 1939, Hall participó en otras emisiones de BBC TV, alguna de ellas retransmitidas en directo. Sin embargo, con el inicio de la Segunda Guerra Mundial, el gobierno británico suspendió las emisiones en directo. A pesar de ello, entre 1939 y 1941 Hall participó en el popular programa de variedades de BBC Radio Piccadixie. Además, en esos años viajó extensamente por el Reino Unido con el Piccadixie British Tour acompañada del humorista Oliver Wakefield y del pianista George Elrick.
En los años de la guerra, Hall entretuvo a las tropas en el continente europeo mediante la USO (United Service Organizations Inc.) y el equivalente británico ENSA (Entertainments National Service Association), en el cual obtuvo el empleo de Capitán.
La carrera de Hall fue un éxito casi ininterrumpido. Hizo más de 70 grabaciones para Decca Records, tuvo una serie propia en BBC Radio, Wrapped in Velvet (fue la primera artista negra en tener un contrato a largo plazo con la BBC), y actuó en el teatro, en el cine, y en nightclubs (siendo propietaria de locales en Nueva York, Londres y París). En la década de 1940, y especialmente durante la guerra, fue muy popular, tanto entre el público civil como el de la ENSA, a pesar de sufrir la destrucción por un bombardeo de su nightclub londinense, el Old Florida Club.
En el año 1940 Hall hizo un cameo en la película The Thief of Bagdad, dirigida por Alexander Korda, y en la cual cantaba Lullaby of the Princess, tema escrito por Miklós Rózsa.
La canción de Hall "Careless", llegó en mayo de 1940 al número 30 de las listas británicas, y en junio de 1944 su tema "There Goes That Song Again" entró en la lista de la BBC alcanzando el puesto 15.
Hall apareció en una de las más primitivas grabaciones en sistema telerecording de la BBC: una grabación de su actuación en el RadiOlympia Theatre llevada a cabo el 7 de octubre de 1947. La grabación se utilizó en un programa llamado Variety in Sepia. Hall cantaba Chi-Baba, Chi-Baba (My Bambino Go to Sleep) y I Can't Give You Anything But Love.
En 1948 actuó en una película británica titulada A World is Turning, que resultó inacabada. El film trataba sobre la contribución de los ciudadanos negros a la sociedad británica. Al siguiente año actuó en los shows de BBC TV Rooftop Rendezvous y Caribbean Carnival.
Hall participó en 1951 en la primera serie cómica británica, How Do You View, protagonizada por Terry-Thomas y escrita por Sid Colin y Talbot Rothwell. El 29 de octubre de 1951 formó parte del reparto de la gala Royal Variety Performance, representada en el Victoria Palace Theatre en presencia de Isabel II del Reino Unido y la princesa Margarita del Reino Unido. Fue la primera artista negra en participar en la gala. A principios de 1950, Hall y su marido inauguraron el Calypso Club en Regent Street, Londres, y la realeza acudió con asiduidad al local.
En 1951 la actriz actuó en Londres en la obra Kiss Me, Kate, con el papel de Hattie, cantando el tema de Cole Porter "Another Op'nin', Another Show", y en 1952 en el musical Love From Judy, encarnando a Butterfly y cantando "A Touch of Voodoo", "Kind to Animals" y "Ain't Gonna Marry". En 1956 volvió al West End para trabajar en Someone to Talk To. En 1957, y a solicitud de Lena Horne, Hall volvió a Estados Unidos para actuar con ella en el musical Jamaica, estrenado en Filadelfia en septiembre de 1957, y llevado al circuito de Broadway el 31 de octubre.
De nuevo en el Reino Unido, el 1 de abril de 1960 actuó en el show musical de la BBC TV The Music Goes Round, y el 3 de marzo de 1965 en el programa de BBC2 Muses with Milligan, con Spike Milligan y John Betjeman. En 1968, de nuevo en el circuito teatral del West End, participó en la obra Janie Jackson.
Entre 1969 y 1970 hizo dos grabaciones de jazz con Humphrey Lyttelton, trabajando posteriormente en giras teatrales y en diferentes conciertos. En 1974 actuó en el show televisivo Looks Familiar como panelista, y en What Is Jazz, con Humphrey Lyttelton. En 1976 participó en otro programa de TV, It Don't Mean a Thing, y en 1981 fue invitada al show de Michael Parkinson en la BBC TV Parkinson. Además de todo ello, en julio de 1982 participó, juntos a otros varios artistas, en una gala llevada a cabo en la Catedral de San Pablo de Londres dedicada a la música sacra de Duke Ellington.
En abril de 1980, Hall volvió a Estados Unidos, y desde el 1 al 24 de mayo actuó en Black Broadway (una revista musical) en el The Town Hall de Nueva York, junto a Elisabeth Welch, Gregory Hines, Bobby Short, Honi Coles, Edith Wilson y Nell Carter, entre otros. Tras Black Broadway, en junio de 1980, Hall trabajó durante tres meses en el Michael’s Pub de Nueva York. También en junio de 1980, actuó en el Playboy Jazz Festival en Los Ángeles, junto a Dizzy Gillespie, Herbie Hancock, Stephane Grappelli, Mel Torme, Zoot Sims, Carmen McRae y Chick Corea.
El 5 de abril de 1983, Hall inició un compromiso de un mes con el Cookery, en Nueva York, siendo acompañada por Ronnie Whyte y Frank Tate.
En 1985, Hall intervino en la televisión británica formando parte del reparto de Omnibus: The Cotton Club comes to the Ritz, un documental de la BBC rodado en el Hotel Ritz, y en el que aparecían, entre otros, Cab Calloway, Doc Cheatham y Max Roach. En 1985 participó en South Bank Show, en un documental titulado The Real Cotton Club. En julio de 1986 actuó en un concierto en el Barbican Centre de Londres.
En octubre de 1988, Hall presentó un show en solitario en el Carnegie Hall de Nueva York. El mismo espectáculo fue llevado a Londres, al Kings Head Theatre en diciembre de 1988. Fue una de las pocas artistas en tener dos actuaciones como invitada (2 de diciembre de 1972 y 13 de enero de 1991) en el programa de BBC Radio 4 Desert Island Discs. En 1989 actuó en Londres en el Royal Festival Hall en la Royal Ellington Tribute Concert que incluía el estreno mundial de la pieza de Ellington Queen's Suite, escrita para Isabel II del Reino Unido. En el evento también actuaron la Bob Wilber Band, Tony Coe y Alan Cohen. El concierto fue filmado por Independent Film Production Associates.
En 1990, Hall protagonizó un documental sobre su vida, Sophisticated Lady, el cual incluía una actuación grabada en los Riverside Studios de Londres. Su última actuación en concierto en los Estados Unidos ocurrió en 1992 en el Carnegie Hall, en la serie Cabaret Comes to Carnegie. También en 1992, fue premiada por la BASCA (British Academy of Songwriters, Composers and Authors).
Adelaide Hall falleció el 7 de noviembre de 1993, a los 92 años de edad, en el Charing Cross Hospital de Londres, a causa de una neumonía. Cumpliendo sus deseos, se organizó un funeral en Nueva York, en la Cathedral of the Incarnation (Garden City, Nueva York), y fue enterrada en el Cementerio de Evergreens en Brooklyn junto a la tumba de su madre. En Londres se hizo un memorial en la Iglesia de San Pablo, al cual aistieron estrellas como Elaine Page, Elisabeth Welch, Lon Satton y Elaine Delmar.

## Discografía

### 1927–38
| Canciones                                                 | Sello                                       | Fecha                   | Artista                                                    |
| --------------------------------------------------------- | ------------------------------------------- | ----------------------- | ---------------------------------------------------------- |
| "Creole Love Call" / "The Blues I Love to Sing"           | Victor Records                              | 26 de octubre de 1927   | Orquesta de Duke Ellington                                 |
| "I Must Have That Man" / "Baby"                           | BVE-Test-110                                | 21 de junio de 1928     | Adelaide Hall con George Rickman al piano                  |
| "Chicago Stomp Down"                                      | Columbia Records                            | 3 de noviembre de 1927  | Orquesta de Duke Ellington                                 |
| "I Must Have That Man" / "Baby"                           | Brunswick                                   | 14 de agosto de 1928    | Adelaide Hall junto a la Lew Leslie's Blackbirds Orchestra |
| "Rhapsody in Love" / "Minnie The Moocher"                 | Brunswick                                   | Octubre de 1931         | Adelaide Hall con Francis J. Carter y Bennie Paine         |
| "Too Darn Fickle" / "I Got Rhythm"                        | R-225 / R-229                               | Octubre de 1931         | Adelaide Hall con Francis J. Carter y Bennie Paine         |
| "Baby Mine" / "I'm Redhot From Harlem"                    | R-230 / R-232                               | Octubre de 1931         | Adelaide Hall con Francis J. Carter y Bennie Paine         |
| "Strange As It Seems" / "I'll Never Be The Same"          | Brunswick                                   | 5 de agosto de 1932     | Adelaide Hall con orquesta                                 |
| "You Gave Me Everything but Love" / "This Time It's Love" | Brunswick                                   | 10 de agosto de 1932    | Adelaide Hall con Francis J. Carter y Art Tatum            |
| "I Must Have That Man" / "Baby"                           | CBS                                         | 21 de diciembre de 1932 | Adelaide Hall con Duke Ellington y su Orquesta             |
| "I Must Have That Man" / "Baby"                           | Brunswick                                   | 7 de enero de 1933)     | Adelaide Hall con la Orquesta de Duke Ellington            |
| "Drop Me Off in Harlem" / "Reaching for the Cotton Moon"  | Victor                                      | 4 de diciembre de 1933  | Adelaide Hall con Mills Blue Rhythm Band                   |
| "I Must Have That Man" / "Baby"                           | Lucky Records Co. Tokyo (Japan) issued 1935 | 21 de diciembre de 1932 | Adelaide Hall con la orquesta de Duke Ellington            |
| "East of the Sun and West of the Moon" / "Solitude”       | Ultraphone                                  | 20 de enero de 1936     | Adelaide Hall con John Ellsworth y su orquesta             |
| "I'm Shooting High" / "Say You're Mine”                   | Pathe                                       | 5 de mayo de 1936       | Adelaide Hall con Willie Lewis y su orquesta               |
| "After You've Gone" / "Swing Guitars”                     | Pathe                                       | 15 de mayo de 1936      | Adelaide Hall con Willie Lewis y su orquesta               |
| "I'm Shooting High"                                       | Pathe                                       | 15 de octubre de 1936   | Adelaide Hall con Willie Lewis y su orquesta               |
| "There's a Lull in my Life" / "Medley"                    | Tono                                        | Diciembre de 1937       | Adelaide Hall con la orquesta de Kai Ewans                 |
| "Stormy Weather" / "Where or When"                        | Tono                                        | Diciembre de 1937       | Adelaide Hall con la orquesta de Kai Ewans                 |
| "That old Feeling" / "I Can't Give You Anything but Love" | EMI Records                                 | 28 de agosto de 1938    | Adelaide Hall con Fats Waller                              |

### Años con Decca, 1939–45
| Canciones                                                                            | Sello | Fecha                   |
| ------------------------------------------------------------------------------------ | ----- | ----------------------- |
| "I Have Eyes" / "I Promise You"                                                      | Decca | 27 de abril de 1939     |
| "Deep Purple" / "Solitude"                                                           | Decca | 15 de mayo de 1939      |
| "A New Moon and an Old Serenade" / "Our Love"                                        | Decca | 6 de junio de 1939      |
| "Don't Worry 'Bout Me" / "'Tain't What You Do"                                       | Decca | 23 de junio de 1939     |
| "Transatlantic Lullaby" / "I Get Along Without You Very Well"                        | Decca | 26 de julio de 1939     |
| "Moon Love" / "Yours For a Song"                                                     | Decca | 17 de octubre de 1939   |
| "Day In, Day Out"/ "I Poured My Heart into a Song"                                   | Decca | 8 de noviembre de 1939  |
| "My Heart Belongs to Daddy" / "Have You Met Miss Jones"?                             | Decca | 8 de noviembre de 1939  |
| "Serenade in Love" / "Fare Thee Well"                                                | Decca | 27 de diciembre de 1939 |
| "Where or When" / "The Lady is a Tramp"                                              | Decca | 19 de enero de 1940     |
| "Careless" / "Don't Make Me Laugh"                                                   | Decca | 11 de marzo de 1940     |
| "Chloe" / "Begin the Beguine"                                                        | Decca | 15 de abril de 1940     |
| "This Can't be Love" / "No Souvenirs"                                                | Decca | 3 de mayo de 1940       |
| "Who Told You I Cared"? / "Shake Down the Stars"                                     | Decca | 31 de mayo de 1940      |
| "Mist on the River" / "Fools Rush In"                                                | Decca | 15 de agosto de 1940    |
| "All The Things You Are" / "I Wanna Be Loved"                                        | Decca | 9 de octubre de 1940    |
| "Goodnight Again" / "Trade Winds"                                                    | Decca | 12 de diciembre de 1940 |
| "Our Love Affair" / "And So Do I"                                                    | Decca | 12 de diciembre de 1940 |
| "Moon For Sale" / "Yesterday's Dreams"                                               | Decca | 7 de febrero de 1941    |
| "Ain't it a Shame About Mame"? / "Room Five Hundred and Four"                        | Decca | 7 de febrero de 1941    |
| "It's Always You" / "How Did He Look"?                                               | Decca | 23 de mayo de 1941      |
| "Yes, My Darling Daughter" / "The Things I Love"                                     | Decca | 23 de mayo de 1941      |
| "I Hear A Rhapsody" / "Mississippi Mama"                                             | Decca | 3 de julio de 1941      |
| "I Yi, Yi, Yi, Yi (I Like You Very Much)" / "Moonlight in Mexico"                    | Decca | 7 de agosto de 1941     |
| "As If You Didn't Know" / "I Take To You"                                            | Decca | 5 de noviembre de 1941  |
| "Minnie From Trinidad" / "Sand in my Shoes"                                          | Decca | 5 de noviembre de 1941  |
| "Song of the Islands" / "Pagan Love Song"                                            | Decca | 7 de noviembre de 1941  |
| "I Don't Want to Set the World on Fire" / "My Sister and I"                          | Decca | 18 de noviembre de 1941 |
| "A Sinner Kissed an Angel" / "Why Don't We Do This More Often"?                      | Decca | 2 de febrero de 1942    |
| "Tropical Magic" / "Intermezzo"                                                      | Decca | 2 de febrero de 1942    |
| "My Devotion" / "Sharing it all With You"                                            | Decca | Enero de 1943           |
| "Let's Get Lost" / "As Time Goes By"                                                 | Decca | 1943                    |
| "I Don't Want Anybody at All (If I Can't Have You)" / "I Heard You Cried Last Night" | Decca | 6 de septiembre de 1943 |
| "Sophisticated Lady" / "I'm getting Sentimental Over You"                            | Decca | 4 de agosto de 1944     |
| "There Goes That Song Again" / "I'm Gonna Love That Guy"                             | Decca | 3 de marzo de 1945      |

### Odeon (Argentina) 1943
| Canciones                                                                       | Sello | Fecha |
| ------------------------------------------------------------------------------- | ----- | ----- |
| "Según Pasan Los Años (As Time Goes By)" / "Vamos a Perdernos (Let's Get Lost)" | Odeon | 1943  |

### London Records,Spirituals, 1949
| Canciones                                                                       | Sello   | Fecha  | Artista                         |
| ------------------------------------------------------------------------------- | ------- | ------ | ------------------------------- |
| "Nobody Know de Trouble I’ve Seen" / "Sometimes I Feel Like a Motherless Child" | Londres | (1949) | Adelaide Hall y Kenneth Cantril |
| Deep River / "Bye and Bye"                                                      | Londres | 1949   | Adelaide Hall y Kenneth Cantril |
| "My Lord, What a Morning" / "Swing Low, Sweet Chariot"                          | Londres | 1949   | Adelaide Hall y Kenneth Cantril |

### Columbia (EMI) – 1951
| Canciones                                     | Sello                                 | Fecha               | Artista       |
| --------------------------------------------- | ------------------------------------- | ------------------- | ------------- |
| "Can't Help Loving That Man of Mine" / "Bill" | Columbia Gramophone Co. (EMI Records) | 11 de julio de 1951 | Adelaide Hall |
| "How Many Times" / "Vanity"                   | Columbia Gramophone Co. (EMI Records) | 11 de julio de 1951 | Adelaide Hall |

### Oriole – 1960
| Canciones                                  | Sello  | Fecha        | Artista       |
| ------------------------------------------ | ------ | ------------ | ------------- |
| "Bluebird on my Shoulder" / "Common Sense" | Oriole | Mayo de 1960 | Adelaide Hall |

### Álbumes
| Año  | Título                                                               | Sello                      | Número     |
| ---- | -------------------------------------------------------------------- | -------------------------- | ---------- |
| 1970 | Hall of Fame                                                         | Columbia                   | B00BTZHK44 |
| 1976 | Hall of Ellington                                                    | Columbia                   | B00BTZ9RPE |
| 1980 | There Goes That Song Again                                           | Decca – RFL73              |            |
| 1990 | Adelaide Hall – Live at the Riverside Studios (soundtrack)           | TER / VIP SERIES           | CDVIR 8312 |
| 1990 | I Touched a Star                                                     | Toro                       | B0057POL5S |
| 1990 | Hall of Memories                                                     | Conifer Records            | B003BFC94Q |
| 1992 | Hall of Fame (reissue)                                               | Living Era                 | B000001HH1 |
| 1992 | Crooning Blackbird                                                   | Jazz Archives              | B000027ZPN |
| 1994 | Adelaide Hall – Red Hot from Harlem                                  | Flapper                    | B000008B4V |
| 1996 | As Time Goes By                                                      | Happy Days                 | B000025W0L |
| 2002 | A Centenary Celebration                                              | Avid                       | B00005RTCY |
| 2008 | Adelaide Hall – Live at the Riverside Studios (soundtrack) re-issued | TER / That's Entertainment | B000003QU1 |
| 2011 | Shooting High                                                        | Cherished Recordings       | B006P6I5EQ |
| 2011 | The Enduring Charm of Adelaide Hall: Original Recordings 1927–1944   | Bygone Days                | B005T1YAOW |
| 2012 | The Adelaide Hall Collection 1927 – 1960                             | Acrobat                    | B009H43URU |
| 2013 | Best of Adelaide Hall                                                | Bringins Music             | B00CJFD09W |

Albumes en los que se incluye a Adelaide Hall:
- Show Boat (1951) Decca
- Jamaica (1957)
- Lew Leslie's Blackbirds of 1928 (1968)
- Duke Ellington 1927–1934 (1987)
- The Okeh Ellington (1991)
- Cole Porter Centennial Gala Concert (1991)
- Fats Waller in London (1991)
- Prewar Vocal Jazz Story 1923–1945 (1996)
- Moulin Rouge: Original music and songs (1996)
- Ladies of Jazz (1997)
- Duke Ellington 100 Anniversaire (1999)
- The History of Pop Radio, Vol. 7 - 1939 OSA (2000)
- Sentimental Jazz (2000)
- Ladies of Jazz (volumen 3) (2001)
- Ebony Rhapsody: The Great Ellington Vocalists (2001)
- Art Tatum Complete American Decca Recordings (2002)
- Bluebird's Nest: Jazz Caravan (2002)
- The Duke Steps Out (2004)
- Love From Judy (original cast recordings) (2004)
- Mrs. Clinkscales to the Cotton Club (Volume 1) (2005)
- Jazz in the Charts (Volume 7) 1928 (2006)
- Harlem Heat – Mills Blues Rhythm Band (2006)
- Cotton Club Stomp (2007)
- Radio Scrapbook (2008)
- Women With Attitude (2008)
- Remembering the 40's (2009)
- Joe Loss and his Band – Let's Dance at the Make Believe Ballroom (2010)
- Hits of the Forties (Volumen 3) (2010)
- Blackbirds of 1928 (2011)
- Famous Blackbird Revues (2011)
- Fats Waller Memorial Album (2011)
- Fats Waller: On-Air Sessions 1938 (2012)
- Victory 1945: A musical tribute to the war years (2014)

## Filmografía
- A Son of Satan (1924)
- Dancers in the Dark (1932)
- On the Air and Off (1933)
- Broadway Varieties (1934)
- All-Coloured Vaudeville Show (1935)
- The Kentucky Minstrels (1939)
- The Thief of Bagdad (1940)
- Behind The Blackout (1940)
- Variety in Sepia (1947)
- A World is Turning (1948)
- Olivelli's (1951)
- Night and the City (1959)
- Brown Sugar (1986)
- Sophisticated Lady (1989)
- Adelaide Hall – Live at the Riverside (1989)